# تفجيرات مسجدي بدر والحشوش بصنعاء
تفجيرات مسجدي البدر والحشوش بصنعاء هي تفجيرات إرهابية استهدفت جامع بدر وجامع الحشوش في صنعاء. ووقع التفجير أثناء صلاة الجمعة في 20 مارس 2015، وتعتبر هذه الهجمات الأكثر دموية منذ سيطرة الحوثيين على صنعاء. حيث وقع انفجار في جامع بدر وأثناء فرار المصليين وقع انفجار ثاني، واستهدف تفجير آخر مسجد الحشحوش في شمال صنعاء. وقُتِل في التفجيرات ما لا يقل عن 140 شخصاً بينهم المرتضى المحطوري ومئات المصابين. وتناولت مصادر إعلامية خبر تبنى تنظيم داعش مسؤوليته عن هذه التفجيرات. ولم تتوفر دلائل تؤكد ارتباط داعش بالعملية.